# Henri Dewaele
Pour les articles homonymes, voir Dewaele.
 (janvier 2022).
Si vous disposez d'ouvrages ou d'articles de référence ou si vous connaissez des sites web de qualité traitant du thème abordé ici, merci de compléter l'article en donnant les références utiles à sa vérifiabilité et en les liant à la section « Notes et références ».
Henri Ernest Dewaele, né le 18 août 1872 à Izegem et y décédé le 24 mars 1942 fut un sénateur socialiste belge.
Dewaele fut ouvrier fabricant de brosses, imprimeur, tisserand.
Il fut élu conseiller communal d'Izegem (1921-26) et sénateur de l'arrondissement de Roulers-Tielt (1925-39).

## Sources
- bio sur ODIS